# Передняя комиссура
Передняя комиссура, или передняя спайка (лат. commissura anterior) — пучок нервных волокон конечного мозга, соединяющий некоторые отделы обонятельного мозга (гиппокампальные извилины) с крючками височных долей. Передняя комиссура находится под клювом мозолистого тела позади концевой пластинки.
Передняя спайка — значительный путь сообщения, чётко различимый в головном мозге у всех млекопитающих. Она играет ключевую роль в проведении сигналов, формирующих ощущение острой боли — является частью спиноталамического болевого тракта. Она также содержит перекрещивающиеся волокна из обонятельных путей, жизненно важных для обоняния и хеморецепции. Это, в свою очередь, имеет большое значение для регуляции сексуального поведения и связанных с ним инстинктов. Передняя спайка работает совместно с задней спайкой, обеспечивая связь полушарий переднего мозга, а также соединение между собой миндалин и височных долей, участвуя в формировании памяти, эмоций, речи и слуха.
У человека передняя комиссура содержит около 3 млн нервных волокон, её передняя часть соединяет серое вещество обонятельных треугольников (лат. trigonum olfactorium), а задняя — кору переднемедиальных отделов височных долей.
В сагиттальном сечении передняя спайка имеет форму овала с вертикально расположенной длинной осью, длина которой составляет приблизительно 5 мм.

## Соединение полушарий
Подавляющее большинство волокон, соединяющих два полушария в человеческом мозге, проходят через мозолистое тело. Их количество в 10 и более раз превышает количество волокон в передней спайке. Однако есть и другие пути сообщения — спайка свода, передняя и задняя комиссуры. Мозолистое тело обеспечивает связь между двумя полушариями и встречается только в плацентарных млекопитающих. Но мозолистое тело отсутствует у однопроходных и сумчатых, а также других хордовых, таких как птиц, рептилий, амфибий и рыб. Передняя спайка является более древним путём сообщения. Она функционирует в качестве основного пути межполушарной связи у сумчатых. У них она несёт в своём составе все спаечные волокна, возникающие из неокортекса, тогда как у плацентарных передняя спайка несет только некоторые из этих волокон.
- Поверхностное сечение ствола мозга. Вид сбоку
- Глубокое рассечение ствола мозга. Вид сбоку
- Поверхностное рассечение ствола мозга. Вид снизу
- Срез головного мозга в срединой плоскости (чёрно-белый)
- Срез головного мозга в срединой плоскости (цветной)
- Передняя спайка
- Передняя спайка в мозге мыши